# Jean-Baptiste Marat
Pour les articles homonymes, voir Marat.
Jean-Baptiste Marat, né Mara, est un chimiste, peintre, dessinateur et pédagogue genevois d'origine italo-espagnole, né à Cagliari (Sardaigne) le 9 août 1704 et mort à Genève le 26 janvier 1783, des suites d'une maladie inflammatoire. Il est le père du conventionnel montagnard Jean-Paul Marat et du professeur russe David de Boudry.

## Biographie
Jean-Baptiste Mara est le fils d'Antoine Mara et de Miliana Trogu. Élève brillant, il étudie en Espagne puis en Sardaigne pour entrer dans les ordres (Ordre de la Merci). 
Idéaliste, le capucin finit par se défroquer et quitter son couvent pour s'installer à Genève, et s'y convertit au calvinisme. Il y étudie le français et le dessin, francise son patronyme en « Marat » et épouse le 19 mars 1741, au Petit-Saconnex, une genevoise, Louise Cabrol (née peut-être dans l'été 1724, décédée le 24 avril 1782, fille de Louis Cabrol, perruquier d'origine française, et de Pauline-Catherine Molinier, qui lui donne de nombreux enfants. 
Dynamique et polyglotte, peu fortuné, Jean-Baptiste Marat exerce différents métiers dans sa nouvelle patrie : peintre, dessinateur (notamment d'indiennes), chimiste puis professeur de dessin, professeur et traducteur d'italien, d'espagnol et de portugais, professeur d'histoire et de géographie, médecin, etc.
Esprit moderne, passionné de pédagogie, il ouvre même à Genève, en 1774, à l'âge respectable de 70 ans, une pension pour jeunes filles et jeunes gens, institution très moderniste qui ne semble pas avoir rencontré le succès.
Il a laissé quelques écrits, notamment des lettres fertiles en renseignements sur la jeunesse de l'Ami du Peuple.

## Source
- Société d'histoire du canton de Neuchâtel, Musée neuchâtelois, 1864.
- Charlotte Goëtz, Marat en famille. La saga des Mara(t), Bruxelles, Pôle Nord, 2001, tome I : Sardaigne-Suisse, tome II : Suisse-Grande-Bretagne-Hollande-France-Russie.